# Bogorodszki járás

A Bogorodszki járás a Nyizsnyij Novgorod-i területen

A Bogorodszki járás (oroszul Богородский район) Oroszország egyik járása a Nyizsnyij Novgorod-i területen. Székhelye Bogorodszk.

## Népesség
- 1989-ben 33 693 lakosa volt.
- 2002-ben 30 864 lakosa volt.
- 2010-ben 65 677 lakosa volt, melynek 96,4%-a orosz.